# Michael Thews

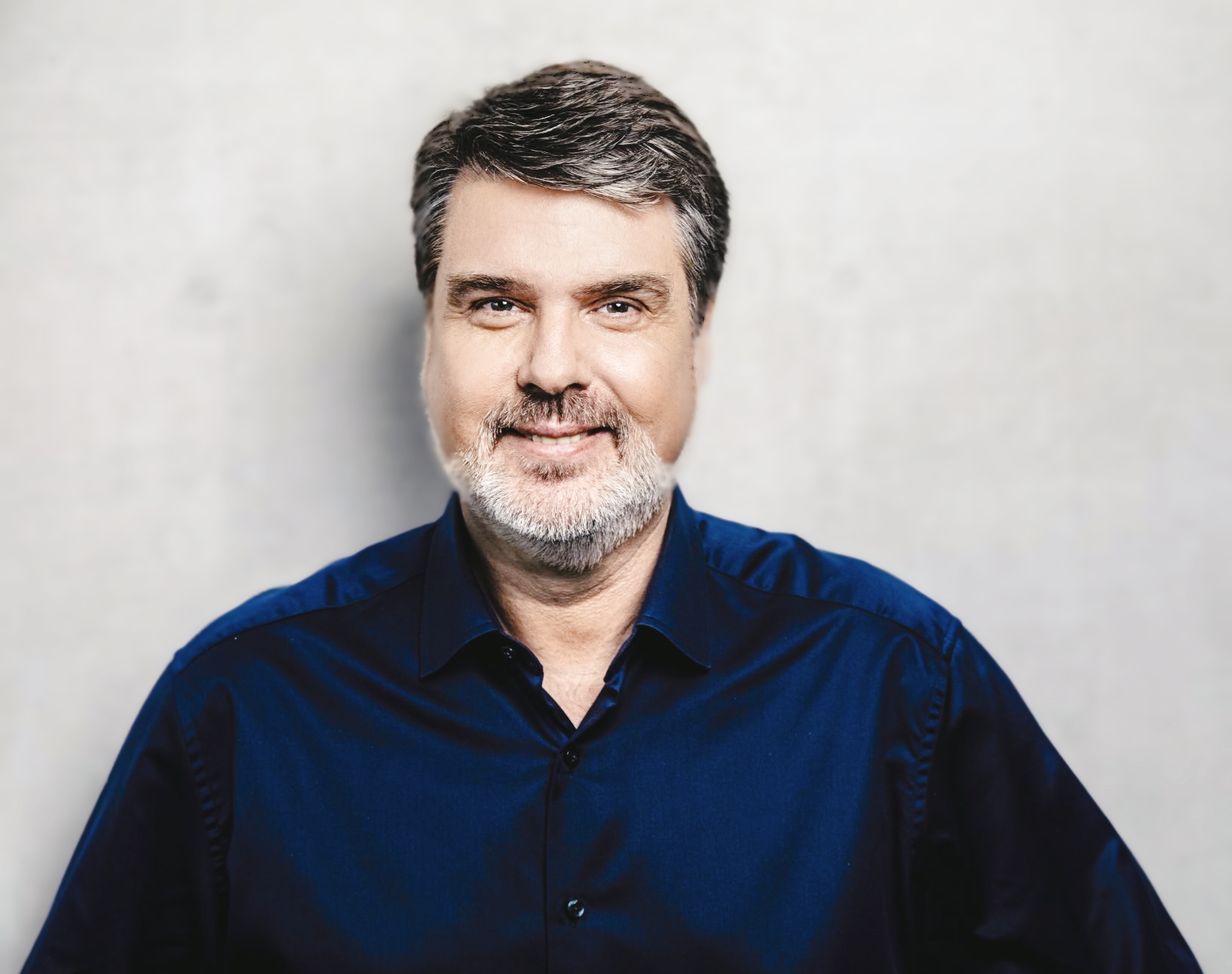
Michael Thews, 2022

Michael Eckhardt Thews (* 6. September 1964 in Bremerhaven) ist ein deutscher Politiker (SPD), Diplom-Chemieingenieur und Mitglied des Bundestages. Er ist seit 2013 direkt gewählter Abgeordneter für den Wahlkreis Hamm – Unna II.

## Leben
Michael Thews studierte an der Universität Paderborn und ist Diplom-Chemieingenieur und Fachkraft für Arbeitssicherheit. Er war Prokurist und Umweltbeauftragter der Innovatherm GmbH in Lünen sowie freiberuflicher Referent für die Concada GmbH (Abfallwirtschaft, Arbeitssicherheit) und beratender Ingenieur bei der Wessling-Group.
Thews ist mit Michaela Engelmeier verheiratet, die beiden haben drei Kinder.

## Politik
Thews trat 1998 in die SPD ein und war von 2009 bis Januar 2018 Vorsitzender des SPD-Stadtverbandes Lünen.
Er ist beratendes Mitglied der SPD-Ratsfraktion Lünen sowie im Vorstand der SPD-Unterbezirke Kreis Unna und Hamm. 2013, 2017, 2021 und 2025 wurde er für den Wahlkreis Hamm-Unna II direkt in den Bundestag gewählt; er ist Mitglied im Finanzausschuss, und im Ausschuss für Umwelt, Naturschutz und nukleare Sicherheit, sowie SPD Berichterstatter für Kreislaufwirtschaft und Ressourcenschutz
Seit 2025 ist er der stellvertretende Vorsitzende des Umweltausschuss des deutschen Bundestages.
Er ist stellvertretendes Mitglied im Ausschuss für Wirtschaft und Energie sowie im Ausschuss für Tourismus.
Er ist Mitglied in den Parlamentariergruppen (PG) Deutsch-Israelische PG, Deutsch-Kanadische PG. Zudem ist er Mitglied in der fraktionsoffenen Arbeitsgemeinschaft (AG) Kommunalpolitik.
Zur Bundestagswahl 2025 trat Michael Thews erneut im Bundestagswahlkreis Hamm – Unna II an.

## Ehrenamt
Thews engagiert sich ehrenamtlich in der Industriegewerkschaft Bergbau, Chemie, Energie, als Vorsitzender des Arbeiterwohlfahrt-Ortsvereins Lünen-Nord, als stellvertretender Vorsitzender der Heinrich-Bußmann-Bildungsstiftung und als Geschäftsführer bei der Grubenwehrvereinigung Victoria Lünen e.V. Er ist Mitglied der Arbeiterwohlfahrt, des Sozialverband Deutschland, im Verein zur Förderung des Martin-Luther-Viertels e.V. Hamm, im Historischen Löschzug Pelkum e.V. Hamm und im Schützenverein Nordlünen/Alstedde. Michael Thews ist Mitglied der überparteilichen Europa-Union Deutschland, die sich für ein föderales Europa und den europäischen Einigungsprozess einsetzt.